# Heather Steacy
Heather Steacy (* 14. April 1988 in Saskatoon, Saskatchewan) ist eine ehemalige kanadische Leichtathletin, die sich auf den Hammerwurf spezialisiert hat.

## Sportliche Laufbahn
Erste Erfahrungen bei internationalen Meisterschaften sammelte Heather Steacy im Jahr 2005, als sie bei den Jugendweltmeisterschaften in Marrakesch mit einer Weite von 47,18 m auf den zwölften Platz gelangte. 2007 gewann sie bei den Panamerikanischen Juniorenmeisterschaften in São Paulo mit 54,49 m die Bronzemedaille und 2009 belegte sie bei den Spielen der Frankophonie in Beirut mit 57,62 m den siebten Platz. Im Jahr darauf siegte sie mit 67,20 m bei den U23-NACAC-Meisterschaften in Miramar und 2011 wurde sie bei der Sommer-Universiade in Shenzhen mit 67,72 m Vierte. Anschließend schied sie bei den Weltmeisterschaften in Daegu mit 63,39 m in der Qualifikationsrunde aus. Im Jahr darauf nahm sie erstmals an den Olympischen Sommerspielen in London teil und verpasste dort mit 63,40 m den Finaleinzug. 2013 belegte sie bei den Spielen der Frankophonie in Nizza mit 62,87 m den achten Platz und 2015 brachte sie bei den Panamerikanischen Spielen in Toronto keinen gültigen Versuch zustande. Im Jahr darauf nahm sie erneut an den Olympischen Sommerspielen in Rio de Janeiro teil und schied dort mit 66,01 m in der Qualifikationsrunde aus, ehe sie 2017 ihre aktive sportliche Karriere im Alter von 29 Jahren beendete.
In den Jahren 2011, 2012 und 2016 wurde Steacy kanadische Meisterin im Hammerwurf.